# خطوات
خطوات: عبارة عن كتلة صخرية محمية من الغابات، SIBE (موقع ذو أهمية بيولوجية وبيئية رقم 39) في المجال القاري (المنطقة البرية) الموجودة في المغرب.

## الوضع
الإقليم الإداري هو إقليم سطات، خريبكة. المركز الإداري القريب هو الزيليجا. ومن الناحية الغابية، تُعتبر كتلة بن أحمد وواد زم والمنطقة البيوجيوجرافية رقم 8 (زاير) كتلة غابية. تشغل الكتلة الصخرية مساحة تقدر بحوالي 5000 هكتار مع نظام أراضي يتمثل في ملكية غابية محددة.

## جيولوجيا
تتألف من تكوينات رملية وصخرية من العصور الأولى، تشكل تضاريس بارزة من التلال والوديان المفتوحة مع منحدرات ذات ميل خفيف.

## النباتات والنباتات
يشتمل الغطاء النباتي على تكوينات شجرية مثل أشجار السرو المغربية وأشجار السنديان وأشجار البلوط الفلين.

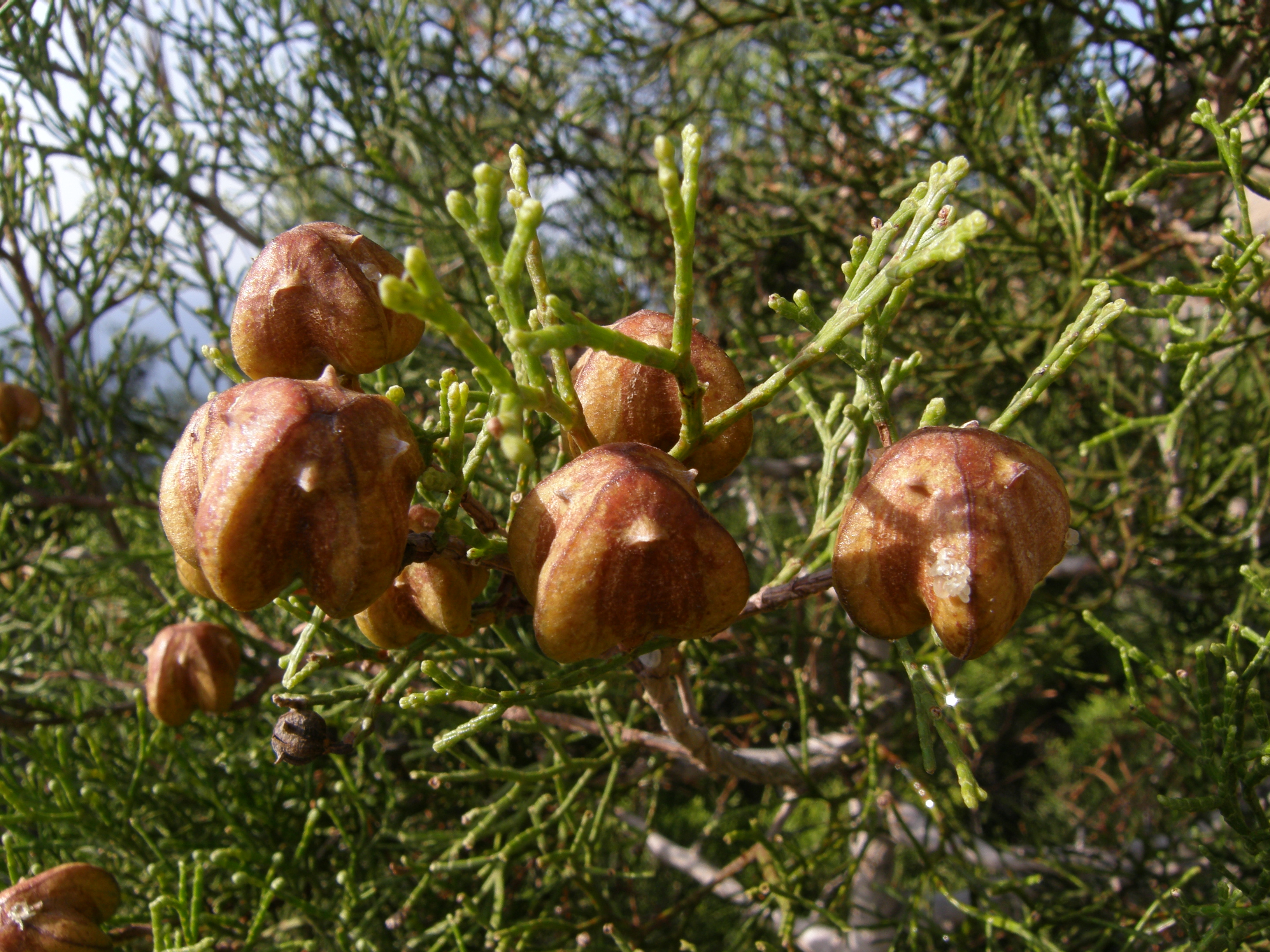
مخروطات شجرة التتراكلينيس المفصلة (منطقة الحسيمة، شمال المغرب)

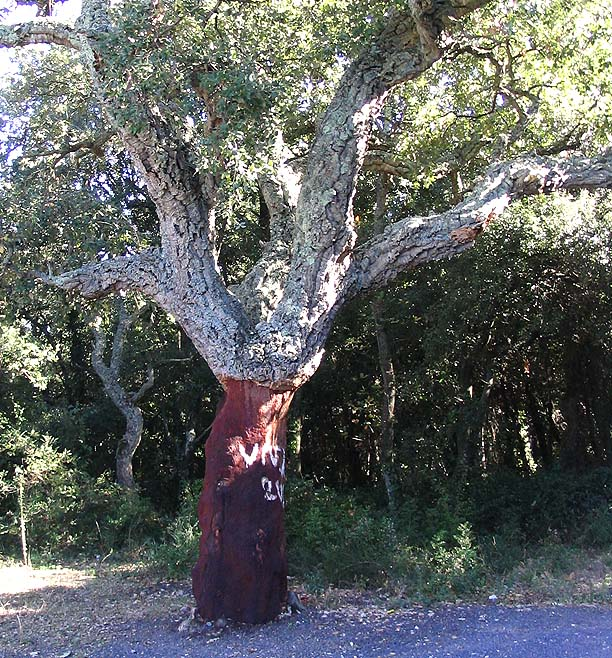
سنديان الفلين

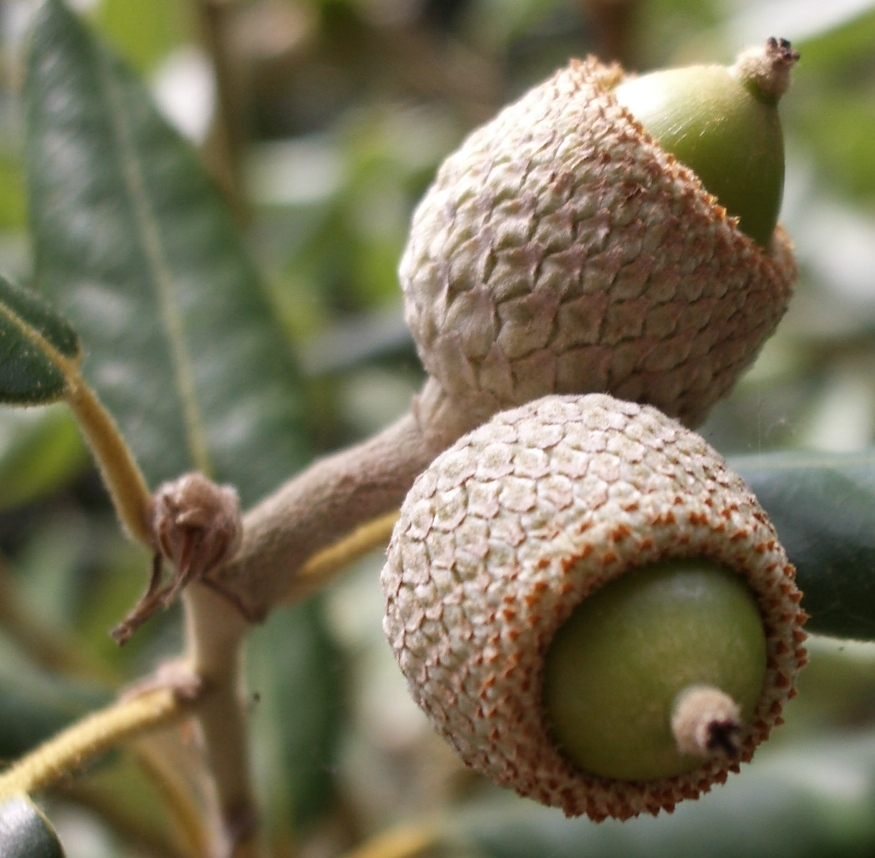
بلوط أخضر

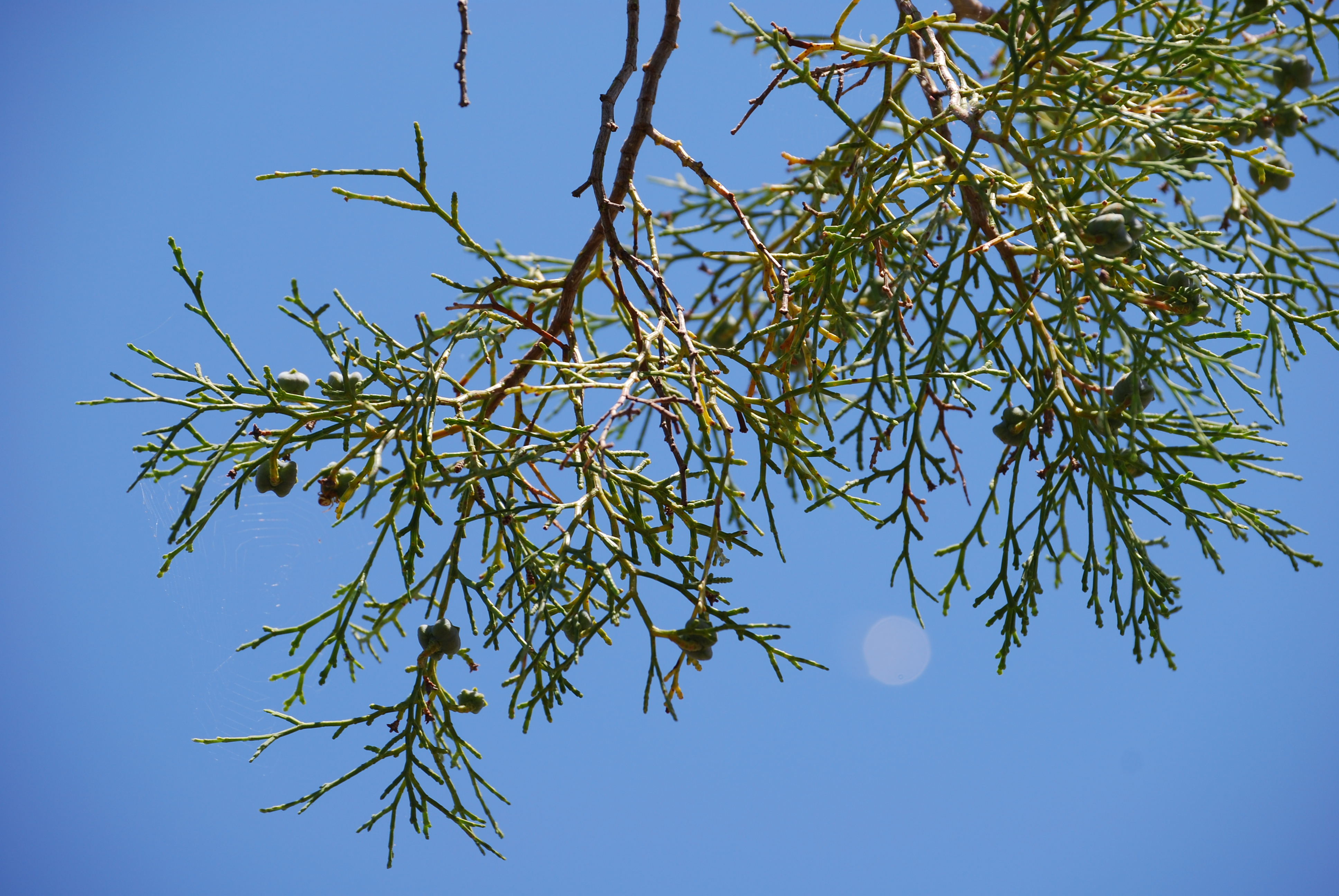
سندروس رباعي المصاريع

## الحياة البرية
الثدييات، الطيور، الزواحف: بعض الأنواع نادرة أو محلية، موجودة في هذه السلسلة الجبلية.

## النظم البيئية والبيئات
السرو المغربي
تشكيلة نباتية من شجرة السرو المغربي (التتراكلينيس) المتدهورة والتي لا تتجدد.
غابة السنديان الأخضر
تشكيلة من السنديان الأخضر: تدهورت في الارتفاعات المنخفضة، محافظة بشكل متوسط في الارتفاعات العالية، ولم تتجدد.
غابة الفلين
تشكيلة من شجرة السنديان الفليني: تتدهور بشكل معتدل عند الارتفاعات المنخفضة، ويتم الحفاظ عليه بشكل أفضل في الارتفاعات العالية.

## قائمة المراجع
- [1961] أبحاث جغرافية نباتية عن الغابات الفلينية في المغرب، الرباط، المعهد العلمي الشريف، مجموعة "أعمال المعهد"، عام 1961، 462 صفحة، 21 رسم توضيحي، 10 خرائط و 2 مخططات في مجلد (العرض عبر الإنترنت).
- [Emberger 1976] لويس إمبرغر، أعمال في علم النبات والبيئة (نصوص مختارة ومقدمة من مجموعة من الأصدقاء والتلاميذ بمناسبة ذكرى مرور خمسين سنة على عمله العلمي)، باريس، ماسون، 1976، 522 صفحة، "نظرة عامة على نباتات المغرب"، ص 125-127.
- [Emberger 1938] لويس إمبرغر، خريطة نباتية جغرافية للمغرب بمقياس 1:1 500000، زيوريخ، البحث الجغرافي للنبات، 1938 (إعادة طبع 1970، غاب، إصدار لويس جان).